# Terminal control area
Terminal control area of Terminal maneuvering area is een begrip dat wordt gebruikt in de luchtvaartnavigatie en de luchtverkeersleiding. Het wordt in de praktijk afgekort als TMA. Een TMA is een naderingsverkeersleidingsgebied rondom en boven de Control Zone (CTR) van een of meerdere militaire of civiele vliegvelden. In een TMA wordt behalve naderend verkeer naar een vliegveld ook vertrekkend luchtverkeer vanaf een vliegveld gecontroleerd, en daarnaast luchtverkeer dat de TMA doorkruist. In Nederland worden sommige TMA's gecontroleerd door de civiele luchtverkeersleiding en andere door de militaire luchtverkeersleiding.
Zie ook de schematische weergave van het luchtruim op de pagina Luchtruim.

## TMA's in Nederland

### Civiele TMA's
| Benaming TMA     | Ondergrens | Bovengrens | Globale ligging                                                                |
| ---------------- | ---------- | ---------- | ------------------------------------------------------------------------------ |
| Schiphol TMA 1   | 1500 voet  | FL 095     | Boven Luchthaven Schiphol, Noord-Holland, Markermeer en Zuid-Holland           |
| Schiphol TMA 2   | 3500 voet  | FL 055     | Boven de Noordzee                                                              |
| Schiphol TMA 3   | 2500 voet  | FL 095     | Boven regio Utrecht/Nieuwegein                                                 |
| Schiphol TMA 4   | 3500 voet  | FL 095     | Boven Maartensdijk en De Bilt                                                  |
| Schiphol TMA 5   | FL 055     | FL 095     | Boven Amersfoort, Bunnik en Nijkerk                                            |
| Rotterdam TMA 1  | 1500 voet  | FL 055     | Ten zuiden van Rotterdam Airport en boven Voorne-Putten en Hoeksche Waard      |
| Rotterdam TMA 2  | 2500 voet  | FL 055     | Boven westelijk Schouwen-Duiveland                                             |
| Rotterdam TMA 3  | 3500 voet  | FL 055     | Boven de Noordzee                                                              |
| Eelde TMA        | 1500 voet  | FL 065     | Boven Groningen Airport Eelde en Oost-Groningen                                |
| Maastricht TMA 1 | 1500 voet  | FL 195     | Boven Maastricht-Aachen Airport. Boven Limburg, noordelijke grens bij Roermond |
| Maastricht TMA 2 | 1500 voet  | FL 195     | Boven Zuidoost-Limburg                                                         |
| Lelystad TMA 3   | 1500 voet  | FL 065     | Boven Luchthaven Lelystad en Dronten                                           |
| Lelystad TMA 4   | 2500 voet  | FL 065     | Boven Kampen, Emmeloord en Urk                                                 |
| Lelystad TMA 5   | FL 045     | FL 065     | Boven Zwolle tot Hengelo                                                       |

### Militaire TMA's
| Benaming TMA          | Ondergrens | Bovengrens | Globale ligging |
| --------------------- | ---------- | ---------- | --- |
| Nieuw Milligen TMA A  | 1500 voet  | FL 195     | Boven Vliegbasis Leeuwarden, Noordwest-Friesland, Waddenzee, Waddeneilanden, kop van Noord-Holland, Noordwest-Groningen                                        |
| Nieuw Milligen TMA B  | 1500 voet  | FL 065     | Boven Zuidoost-Friesland, Noordoostpolder, kop van Overijssel, Gelderland                                                                                      |
| Nieuw Milligen TMA C  | 1500 voet  | FL 195     | Boven oostelijk deel Overijssel langs Duitse grens. Noordelijke grens bij Stadskanaal, zuidelijke grens iets ten zuiden van Enschede Airport Twente            |
| Nieuw Milligen TMA D  | 1500 voet  | FL 195     | Boven zuidelijk Gelderland en oostelijk Noord-Brabant en Noord-Limburg. Boven Vliegbasis Gilze-Rijen, Eindhoven Airport, Vliegbasis Volkel, Vliegbasis De Peel |
| Nieuw Milligen TMA E  | 1500 voet  | FL 095     | Smalle strook binnen TMA B van Aalten tot Vliegbasis Deelen |
| Nieuw Milligen TMA F  | 1500 voet  | 2.500 voet | Boven Vliegveld Hilversum |
| Nieuw Milligen TMA G1 | 1500 voet  | FL 055     | Boven Vliegbasis Woensdrecht, Tholen, Zuid-Beveland |
| Nieuw Milligen TMA G2 | 3500 voet  | FL 055     | Boven Vliegveld Midden-Zeeland, Noord-Beveland, Walcheren, Zeeuws-Vlaanderen                                                                                   |